# 島耕作のアジア立志伝
『島耕作のアジア立志伝』（しまこうさくのアジアりっしでん）は、NHK BS1で2013年5月9日から10月04日にかけて毎月第1金曜日0:00 - 0:50（JST、前日木曜の深夜）に、2013年11月13日からは毎週水曜23:20 - 23:50に放送されるアニメ・ドキュメンタリー番組である。

## 概要
この番組ではアジアのカリスマ経営者たちが、どのように生まれ育ってビジネスチャンスをつかみ、そして困難を乗り越えてきたのかを、『アニメ・ドキュメンタリー』という手法で経済の最前線と「成長の秘密」を描くもので、この日本がアジアの中で生き残るための新しい時代のヒントを探っていくものである。
『アニメ・ドキュメンタリー』とは、漫画『課長島耕作』（弘兼憲史・作）と連動して、企業の最前線やトップへのインタビューなどの実写映像でつづるドキュメントとアニメシーンを往復する新たな手法である。
番組の流れとして島耕作を主人公としたアニメ、今回紹介する経営者の生い立ちや経験を再現したアニメ、そして企業や経営者のインタビューや説明を織り交ぜたドキュメンタリーという構成となる。ただし第2期において、経営者再現のアニメは静止画へと変更される。
5月1日22:00に「第1話スペシャル」として50分の第1話放送の前に24分の番組紹介を含めた計74分の拡大スペシャル番組がNHK総合で、11月8日20:00には「スペシャル報告 ニッポン新戦略のヒントとは?」として第1部と第2部各50分の第1期総集編番組がNHK BS1で放送された。
2013年6月からはNHKワールドTVにて英語版（タイトル『Shima Kosaku's Asian Entrepreneurs』）が放送される。
なお、原作の本家『モーニング』誌においても2013年5月9日から漫画版「島耕作のアジア立志伝」が2か月に1回の連載として始まる。相違点として漫画版ではアニメ版で紹介された実在の経営者に訪問やインタビューを島耕作自身が行うことである。
2016年1月1日にスピンオフ作品として『島耕作のアジア新世紀伝』（しまこうさくのアジアしんせいきでん）が放送される。漫画においても『モーニング』2016年8号より連載される。

## 人物紹介
島 耕作
声 - 唐沢寿明（第1期）、森川智之（第2期以降・新世紀伝）
主人公。番組開始時はテコット（TECOT）代表取締役社長であったが、第4話から原作と同じく会長に就任。作中でアジアの企業や経営者と出会い、そして自身の会社における現状からこれからの日本企業がどうするべきであるのかという答えを追い続けるために苦悩する姿が描かれている。なお早稲田大学法学部卒の縁からか第4話では大隈講堂で講演している。
「新世紀伝」ではテコット会長職を投げ打ち、自ら興した自動運転車を開発するベンチャー企業の社長となっている。
大町 久美子
声 - 壇蜜（新世紀伝）
耕作の妻。オープニングの他パートナーとして第1話から登場。なお番組開始時から島と結婚しているため島名義のはずであるが、番組では旧姓の大町名義となっている。「新世紀伝」でのエンディングテロップでは「島久美子」としている。
「新世紀伝」では夫のビジネスのサポートに徹していたが、ある時ライバル企業の陰謀で誘拐されてしまう。
佐藤 博
テコット本社設計部社員。第2話から登場。「新世紀伝」ではテコットを辞めた耕作に付いていき、彼の片腕となる。
竹綱 博之
台湾テコット社長として第2話に登場。
吉原 初太郎
初芝電気（テコットの前身）創業者・初代社長及び会長。故人のため写真と声のみ第4話から登場。「初芝は人を育てるところでございます。同時に電化製品を作っております。」という遺言を残し、島の信念における礎となる。
前田 進
アパレル企業UNワールド社長。大学講演において第4話から登場。徹底とした成果主義をモットーとしており、島の思想とは相反する。

## スタッフ
- テーマ音楽 - Superfly
  - オープニングテーマ「誕生」
  - エンディングテーマ「Wildflower」
- アニメパート原画 - 弘兼憲史
- ナレーター - 小谷公一郎、松尾剛（新世紀伝）

## 放送リスト

### 第1期
| 話数   | 放送日          | 対象経営者                                                                       | タイトル                                   |
| ------ | --------------- | -------------------------------------------------------------------------------- | ------------------------------------------ |
| 1SP    | 2013年 05月01日 | タニン・チャラワノン（CPグループ）                                               | “風険投資”で中国に挑む                     |
| 1      | 05月10日        | タニン・チャラワノン（CPグループ）                                               | “風険投資”で中国に挑む                     |
| 2      | 06月07日        | モリス・チャン（TSMC）                                                           | “下請け”が世界を変えた                     |
| 3      | 07月04日        | トニー・フェルナンデス（エアアジア）                                             | 規制緩和の革命児                           |
| 4      | 08月01日        | 張瑞敏（ハイアール）                                                             | 人事改革で世界を勝ち抜け                   |
| 5      | 09月06日        | ジャンバルジャムツ・オドジャルガル(Jambaljamts Odjargal)（モンゴル MCSグループ） | 運命に和せよ 大国のはざまで                |
| 6      | 10月04日        | スルタン・ビン・スレイヤム（DPワールド）                                         | ドバイよ ナンバーワンたれ!                 |
| SP     | 11月08日        | （第5話を除く上記5人）                                                           | スペシャル報告 ニッポン新戦略のヒントとは? |
| 新春SP | 2014年 01月02日 | タニン・チャラワノン、スルタン・ビン・スレイヤム                                 | 世界で戦う日本の長期戦略とは? シンポジウム |

### 第2期
| 話数 | 放送日           | 対象経営者                                                                  | タイトル                                                   |
| ---- | ---------------- | --------------------------------------------------------------------------- | ---------------------------------------------------------- |
| 01   | 02013年 11月13日 | キング・リュー （ジャイアント）                                             | “オンリーワン”で生き残れ!                                  |
| 02   | 11月20日         | 李東生 （TCL）                                                              | “スピード力”がビジネスを制す                               |
| 03   | 11月27日         | アローク・ロヒア （インドラマ・ベンチャーズ）                               | “現地化”がグローバル企業を強くする                         |
| 04   | 12月04日         | 張勇（海底捞／カイテイロウ）                                                | “究極のサービス”が客を呼ぶ                                 |
| 05   | 12月11日         | ハイルル・タンジュン （CTコープ）                                           | “庶民ビジネス”で勝機をつかめ                               |
| 06   | 12月18日         | 王忠桐 （WKK）                                                              | “人間本位”が熟練の技を磨く                                 |
| SP   | 02014年 01月02日 | タニン・チャラワノン（CPグループ） スルタン・ビン・スレイヤム（DPワールド） | 新春スペシャル 世界と戦う日本の長期戦略とは？ シンポジウム |
| 07   | 01月15日         | ホー・クォンピン（バンヤンツリー）                                          | “アジア発ブランド”を生み出せ                               |
| 08   | 01月22日         | チュオン・ザー・ビン（FPT）                                                 | “蟻の兵法”で巨象に挑め                                     |
| 09   | 01月29日         | サージ・パン（SPAグループ）                                                 | “市場開放”の波に乗れ！                                     |
| 10   | 02月05日         | 董明珠（格力電器）                                                          | “女性の正論”で壁を打ち破れ                                 |
| SP   | 05月05日         | （総集編）                                                                  | 島耕作のアジア立志伝スペシャル ASEAN市場に挑め!            |

### 第3期
| 話数 | 放送日           | 対象経営者                                  | タイトル                    |
| ---- | ---------------- | ------------------------------------------- | --------------------------- |
| 01   | 02014年 08月17日 | 梁穏根（三一重工）                          | “自前の技術”で世界を変えろ! |
| 02   | 08月24日         | キット・メン（カンボジア ロイヤルグループ） | 戦禍に国づくりを誓う        |

### 第4期
| 話数 | 放送日          | 対象経営者                                           | タイトル                               |
| ---- | --------------- | ---------------------------------------------------- | -------------------------------------- |
| 01   | 02014年 11月7日 | 王正華（春秋集団）                                   | “中国人の本音”をつかめ                 |
| 02   | 11月14日        | オ・セヨン（コラオ）                                 | “フロンティア市場”に勝気あり           |
| 03   | 02015年 1月9日  | サルラン・ラーマン（ベキシムコ製薬）                 | “安い薬”でいのちを守れ                 |
| 04   | 1月16日         | スン・ヒョンチャン（ハンズ・コーポレーション）       | “競争”から“協走”へ                     |
| 05   | 1月26日         | ウィクロム・クロマディット（アマタコーポレーション） | “ASEANの飛躍”を日本と共に              |
| 06   | 1月30日         | アメフト・ゾルル（ヴェステル）                       | “東西の十字路”で世界を目指せ           |
| 07   | 2月6日          | タン・パーサコンナティ（イチタン・グループ）         | アジアで“ニッポン・ブーム”を巻き起こせ |
| 08   | 2月13日         | ジュディ・チャン（グレイス・ヴィンヤード）           | “本物”のワインを世界へ                 |